# 中田航太郎
中田 航太郎（なかだ こうたろう、1991年4月30日 - ）は、日本の実業家、予防医療の医師、パーソナルドクター。
専属医師によるパーソナライズ予防ケアサービス「Wellness Membership」を提供する株式会社ウェルネス代表取締役医師。血液型はB型。

## 経歴
2011年4月、東京医科歯科大学医学部へ入学。
2017年3月、同大学卒業。初期研修を経て、救急総合診療科医へ移る｡
2018年6月、病気を治すことをゴールにするのではなく、「病気になる前にパーソナルドクターと予防する世界」を目指し、株式会社ウェルネスを創業する。
2021年4月、予防医学に焦点を当てたパーソナルドクター事業を開始。経営者や芸能人を中心に、500名以上の包括的な健康サポートを提供している。

## 人物
医師の家系に生まれて、親の仕事の都合で0歳の時にアメリカへ渡る。幼少期をピッツバーグで過ごす。
4歳の時に帰国し、帰国直後に喘息を発症してしまう。当時かかりつけの小児科の担当医への憧れから医師を志す。
2007年4月、私立芝高等学校入学。
2010年3月、同校卒業。
2011年4月、東京医科歯科大学医学部に入学すると、医療を学びながらプロ家庭教師としても活動を行う。生徒を東京大学や医学部へ合格させ、医学生の教育にも携わった。
大学時代は軽音部部長で、エレキベースを弾いていた。
早稲田大学院で、マインドフルネスの研究も行う。
医学生時代、忙しさを理由に受診を後回しにしいた心筋梗塞の患者の手術に携わり、予防医療に関心を持つようになる。
大学卒業後、東京逓信病院にて初期研修（救急総合診療）に従事し、忙しい現代人が抱える病院受診のハードルの高さやヘルスリテラシーの低さに課題を感じ、事業の立ち上げを行う。
健康という資産情報を管理し活用できるプラットフォームを作り、データ×ヘルスケアの分野における、アジアのパイオニア的存在を目指す。

## メディア出演

### TV
- 25歳～情熱の起点～（2022年9月21日 - テレビ朝日）

### ラジオ
- Lucky FM「ダイバーシティニュース」（2024年6月21日、Lucky FM）
- 堀江貴文「ホリサン」（2024年11月3日、CROSS FM）[4]
- 宇垣美里のスタートアップニッポン powered by オールナイトニッポン（2025年2月10日、ニッポン放送）[5]
- Wellness presents Dr.中田 The Well-being（2025年4月14日 - 放送中 毎週月曜23:00 - 23:30、CROSS FM）[6]

### youtube
- 宮迫チャンネル（2024年6月11日）[7]
- PIVOT 公式チャンネル[8]

### 雑誌/web記事
- LEON「これからの医療は、病気になる前に救う。現役の医師による新サービスに迫る」[9]

#### 監修
- Women’s Health「内臓疲労とは？　原因・チェックリスト・対処法】疲れやすい・頭が働かない……その不調は「内臓」のせいかも?」[10]
- Tarzan「今日からできる疲労予防。胃腸・肝臓・脳 8つのインナーケア」[11]

### 著書
- 『人生100年時代を元気に生き抜く　医師が教える経営者のための「戦略的健康法」』（2024年11月6日 - イーリサパブリッシング）[12]
- 『医師が教える内臓疲労回復』（2021年1月22日 - クロスメディア出版）[13]